# Only Live (musikalbum)
Only Live från 2013 är ett livealbum av Mats Öberg Trio. Detta är Mats Öbergs andra trioalbum som han skapat tillsammans med musikerna Sebastian Voegler och Filip Augustson. 
Albumet består till största delen av Mats Öbergs kompositioner men också en låt av Stevie Wonder och en av den brasilianska jazzmusikern Hermeto Pascoal.

## Låtlista
Låtarna är skrivna av Mats Öberg om inget annat anges.
1. Dalila – 11:48
2. Storpotäten – 15:43
3. Windmills and Carrousels – 5:18
4. They Won't Go 'Til I Go (Stevie Wonder) – 8:59
5. Lullaby of Nerdland – 8:44
6. But You – 11:21
7. Little Church (Hermeto Pascoal) – 8:24

## Mats Öberg Trio
- Mats Öberg – piano, keyboards, munspel, sång
- Sebastian Voegler – trummor
- Filip Augustson – bas

## Mottagande
Skivan fick ett gott mottagande när den kom ut med ett snitt på 3,8/5 baserat på fem recensioner.